# 神奈川町
神奈川町（かながわまち）は、1889年（明治22年）4月1日から1901年（明治34年）4月1日まで存在した神奈川県橘樹郡の町。

## 概要
神奈川県橘樹郡南部の町。現在の神奈川県横浜市神奈川区中部、西区北部にあたる。

## 歴史

### 沿革
- 1889年（明治22年）4月1日 - 町村制の施行により、青木町、神奈川町、芝生村が合併して神奈川町が成立。
- 1901年（明治34年）4月1日 - 横浜市に編入。同日神奈川町廃止。大字青木が青木町、大字神奈川が神奈川町、大字芝生（旧芝生村）が浅間町に改称。

## 交通

### 鉄道
- 国有鉄道（現JR東日本）
  - 現東海道本線 ： 神奈川駅（廃駅。京急本線の神奈川駅とは別駅）

東海道本線、横浜鉄道（現横浜線）の東神奈川駅、京浜急行電鉄本線の神奈川新町駅、京急東神奈川駅、神奈川駅は、当時は未開業。

### 道路
- 東海道（現在の国道15号）